# Tairua (Nouvelle-Zélande)

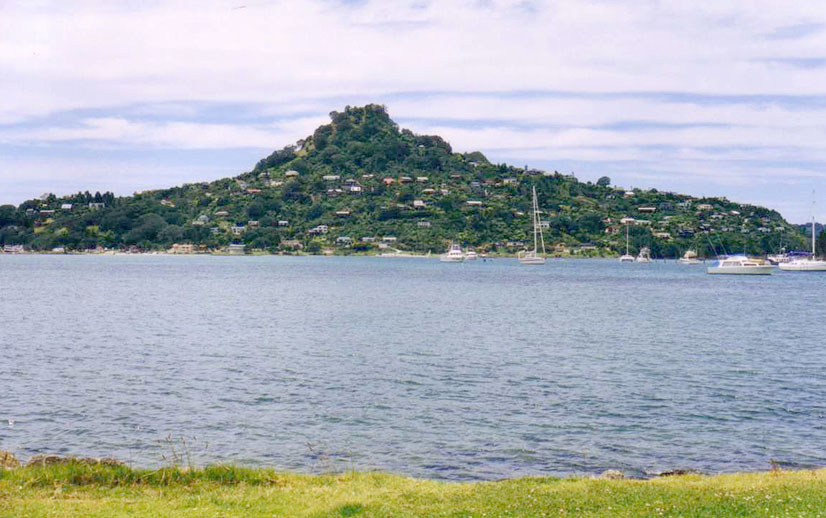
Le Mont Paku

La ville de Tairua est située sur la côte est de la péninsule de Coromandel dans l’Île du Nord de la Nouvelle-Zélande.

## Situation
Elle siège à l’embouchure du fleuve Tairua sur sa rive nord et sur la petite péninsule de Paku.

## Population
Sa population était de 1227 résidents lors du recensement de 2013 en Nouvelle-Zélande, en diminution de42 habitants par rapport à celui de recensement de 2006 en Nouvelle-Zélande.

## Toponymie
Tairua est un nom en langage Māori, qui se traduit littéralement par tai: marées, rua deux.

## Géographie
Directement à l’opposé de la ville de Tairua sur la rive sud de l’estuaire du fleuve se trouve le petit village Pauanui.
Les  deux villages sont situés à 30 kilomètres à l’est de la ville de Thames, bien que la ville ait des connexions plus étroites avec le côté de la mer et la ville côtière de Whangamata.
Plusieurs îles se trouvent en dehors de l’embouchure du fleuve, et en particulier l’île Slipper vers le sud-est et l’île Aldermen situées à 20 kilomètres vers l’est.
Le mont Paku est un volcan éteint, qui siège sur le mouillage de Tairua Harbour.
On pense qu’il a donné naissance à l’île Alderman.

## Histoire et caractéristiques locales
Les plus anciennes occupations du secteur furent considérées comme ayant été le fait des premiers explorateurs Polynésiens.
Ceci est basé sur la découverte d’une perle naturelle (non originaire de la Nouvelle-Zélande) servant de leurre  pour la pêche, trouvée ici, et datée par la méthode originale du carbone 14 au XIe siècle.
De nouvelles estimations du site archéologique ont donné une date plus proche du XIVe siècle.
Les premiers colons européens du secteur, à la fin du XIXe siècle, furent initialement attirés par l’importance des stocks de troncs (essentiellement de kauri) et la recherche de l’or.
Depuis la fin des années 1960, Tairua est devenue surtout une destination de vacances, avec des activités importantes comportant la pratique de la pèche, la plongée, et le surf.

## Médias
Radio Tairua est une station de radio indépendante, émettant sur la fréquence 88.3FM, qui a fonctionné ainsi dans le secteur depuis mai 2007.

## Climat
La caractéristique de Tairua est d’avoir un climat extrêmement doux de type climat océanique (Köppen: Cfb) avec aucun mois où la température moyenne est inférieure à 20 °C ou des pointes en dessous de 10 °C.
Il en résulte que les températures au-dessus de 30 °C ou en dessous de 0 °C sont pratiquement absentes et que la ville est donc une destination réputée pour les vacances à cause de ce temps doux, de la beauté de ses plages et de ses collines rudes.
Les collines, qui l’entourent et les montagnes font que la ville est le siège de chutes de pluie significatives tout le long de l’année, et en particulier en hiver, qui peuvent conduire à des inondations et des glissements de terrain, qui isolent la commune (presque tous les ans) pendant un jour ou deux.
Ces importantes chutes de pluie donnent l’aspect luxuriant de la forêt humide qui entoure la ville.
| Mois                              | jan. | fév. | mars | avril | mai  | juin | jui. | août | sep. | oct. | nov. | déc. |
| --------------------------------- | ---- | ---- | ---- | ----- | ---- | ---- | ---- | ---- | ---- | ---- | ---- | ---- |
| Température minimale moyenne (°C) | 14,7 | 15   | 13,9 | 11,5  | 8,7  | 6,9  | 5,9  | 6,8  | 8,3  | 9,9  | 11,7 | 13,3 |
| Température moyenne (°C)          | 19,4 | 19,6 | 18,4 | 16    | 13,1 | 11,1 | 10,3 | 11   | 12,5 | 14,1 | 16,1 | 17,8 |
| Température maximale moyenne (°C) | 24,2 | 24,3 | 22,9 | 20,5  | 17,6 | 15,4 | 14,7 | 15,3 | 16,7 | 18,4 | 20,5 | 22,3 |
| Précipitations (mm)               | 131  | 122  | 189  | 152   | 164  | 211  | 184  | 199  | 158  | 121  | 125  | 129  |

| Diagramme climatique                                  |           |             |             |            |            |            |            |            |            |             |             |
| J                                                     | F         | M           | A           | M          | J          | J          | A          | S          | O          | N           | D           |
| 24,214,7131                                           | 24,315122 | 22,913,9189 | 20,511,5152 | 17,68,7164 | 15,46,9211 | 14,75,9184 | 15,36,8199 | 16,78,3158 | 18,49,9121 | 20,511,7125 | 22,313,3129 |
| Moyennes : • Temp. maxi et mini °C • Précipitation mm |           |             |             |            |            |            |            |            |            |             |             |

## Éducation
- L’école de  Tairua School est une école mixte, primaire, allant des années 1 à 8, avec un taux de décile de 7 et un effectif de 102 élèves[9].